# Krasnaïa Liaga
Krasnaïa Liaga (en russe : Красная Ляга) est le nom d'un village disparu du raïon de Kargopol, oblast d'Arkhangelsk en fédération de Russie .
Krasnaïa était le nom d'un conglomérat de trois villages. L'église de Sretensko-Mikhailovskaïa, construite en 1655, est la plus ancienne du raïon de Kargopol et se trouve encore aujourd'hui à l'emplacement de ce village disparu de Krasnaïa Liaga.

## Photos

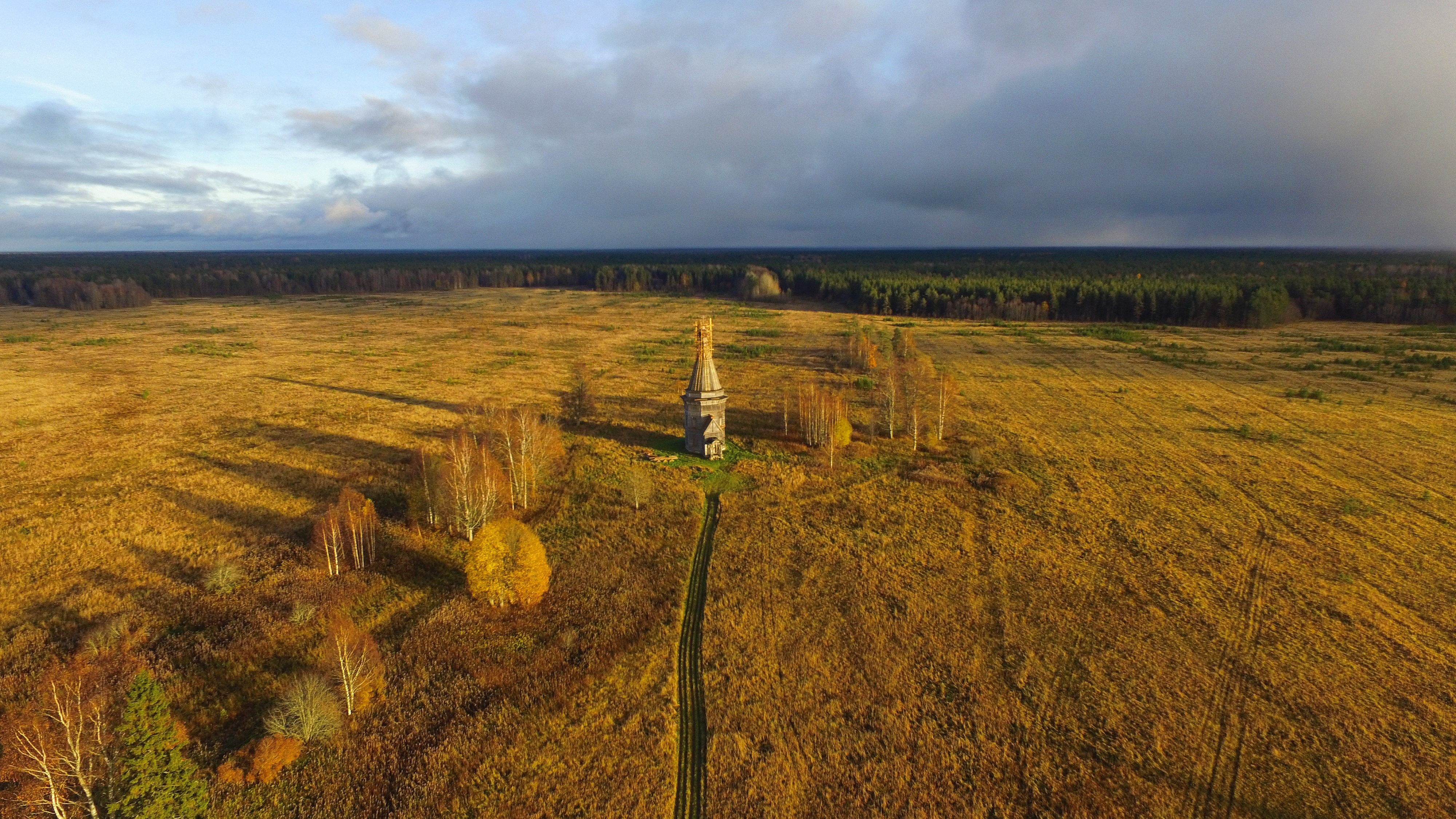
Église de Sretensko-Mikhailovskaïa, vue aérienne.
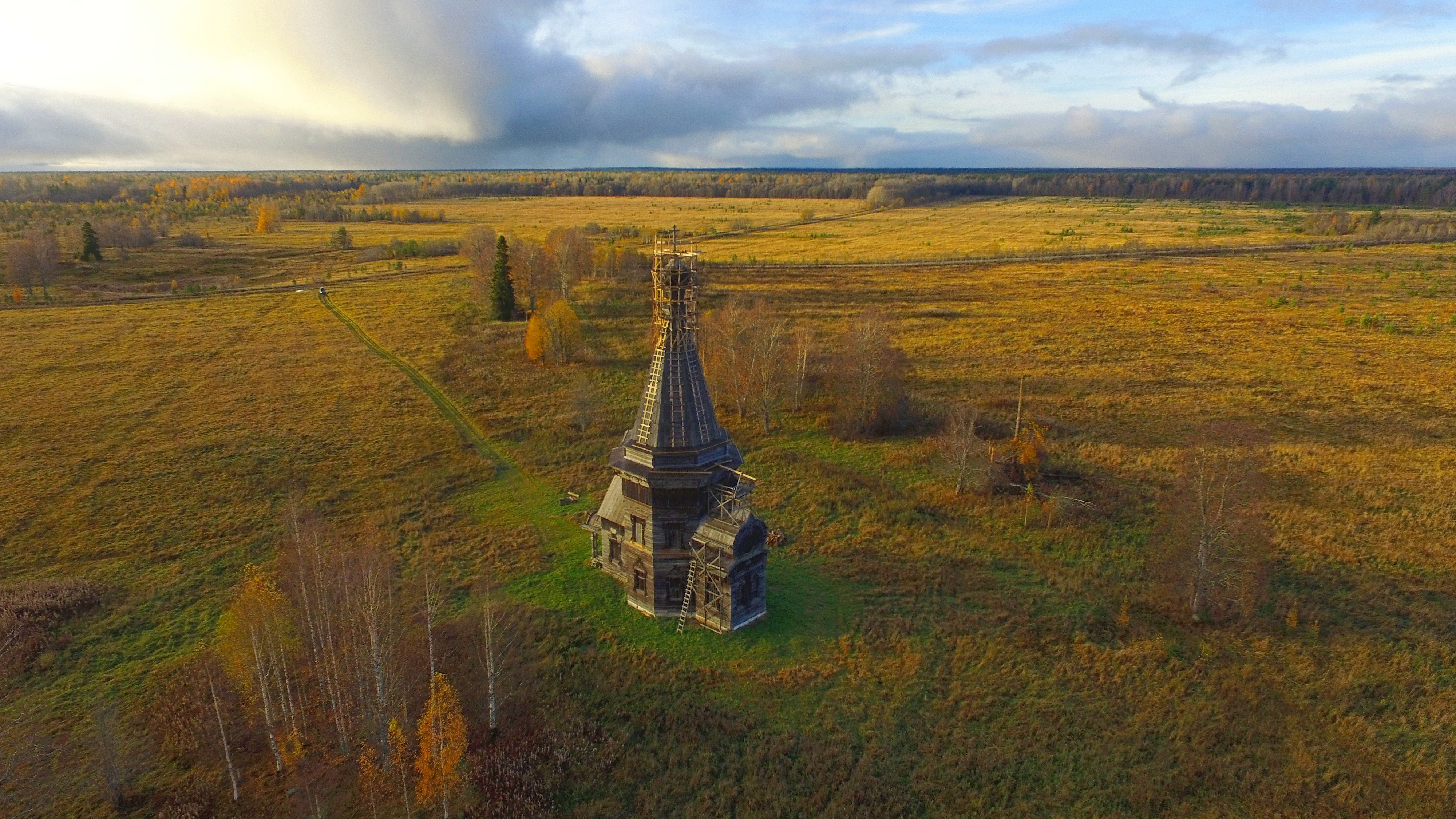
Vue aérienne de l'église de Sretensko-Mikhailovskaïa